# Vacek (velmož)
Vacek (cca 1060 – 18. června 1113) byl moravský velmož a rádce knížat Svatopluka Olomouckého a Vladislava I. Na počátku 12. století vykonával v Čechách úřad palatina.

## Život

### Ve službách Svatopluka Olomouckého

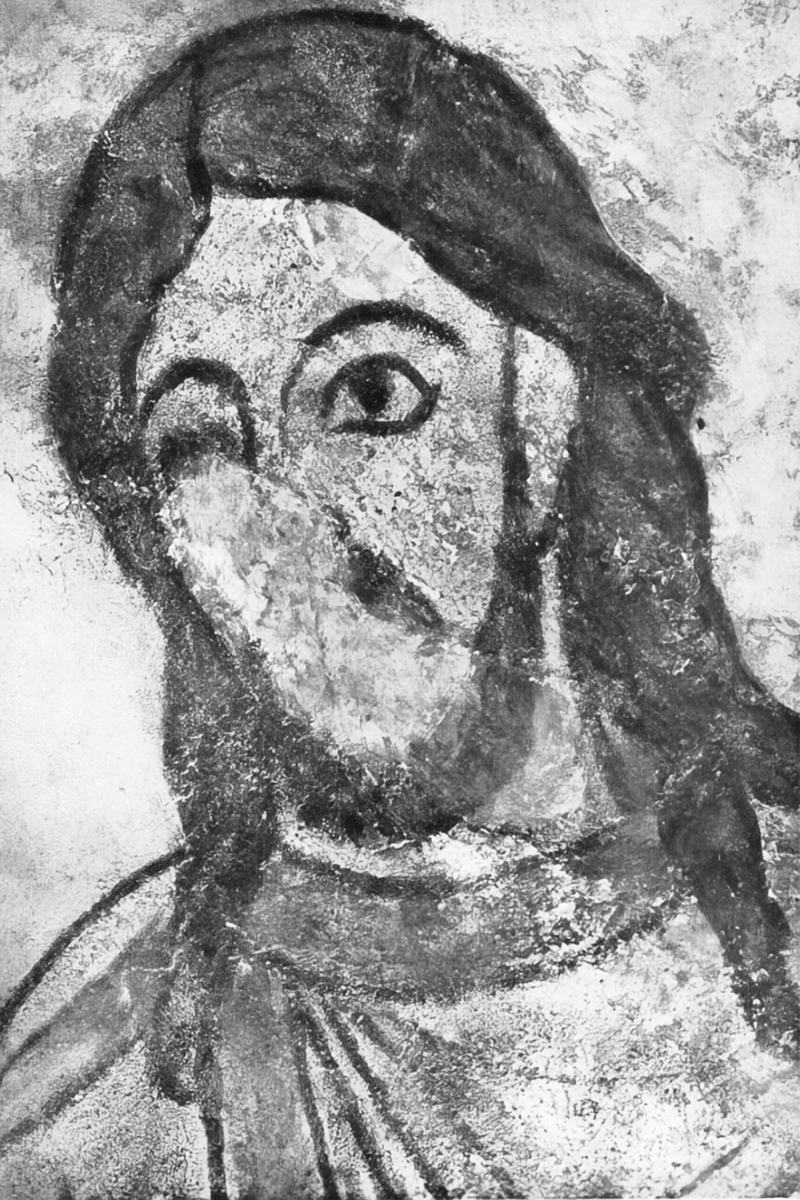
Freska Svatopluka Olomouckého v rotundě svaté Kateřiny

Pocházel z Moravy a dle tvrzení kronikáře Kosmy zprvu nepatřil do urozené vrstvy společnosti, měl být synem mlynáře. Poprvé je zmíněn k roku 1105, když táhl ve vojsku Svatopluka Olomouckého na Pražský hrad. Svatopluk měl v úmyslu se zmocnit českého knížecího stolce, ovšem posádky tehdejšího českého knížete Bořivoje II. byly v přesile. Poté se Svatopluk rozhodl utábořit na jakémsi pražském tržišti mezi Pražským hradem a Vyšehradem, odkud však druhého dne zrána s vojskem ustoupil. Cestou zpět Vacek knížete Svatopluka kvůli nezdaru povzbuzoval.
V roce 1108 se český kníže Svatopluk Olomoucký zúčastnil tažení římského císaře Jindřicha V. do Uher, přičemž velmože Vacka a Mutinu z rodu Vršovců ustanovil jako správce země. Během Svatopluky nepřítomnosti ale do Čech vpadl polský kníže Boleslav III. Křivoústý, spojenec uherského krále, s nímž se Mutina ani Vacek neodvážili svést bitvu a raději se stáhli hlouběji do vnitrozemí. Po třech dnech Poláci Čechy opustili. Po vpádu Poláků poslal Vacek ke Svatoplukovi Olomouckému posla, jenž mu měl vyřídit, že se Mutina dopustil zrady. Mutina se totiž údajně sešel se svým strýcem Nemojem pobývajícím ve vyhnanství s Bořivojem II. Vacek taktéž spatřil, že se Mutina nestavěl mužně na odpor nepřátelům. Marie Bláhová se domnívá, že Vacek chtěl prostřednictvím informace o Mutinově zradě ospravedlnit i neúspěch při obraně země. Kníže Svatopluk se následně rozlítil a v říjnu roku 1108 přikázal rod Vršovců společně s Mutinou povraždit.
| „                 | Když Vacek zpozoroval, že jeho druh Mutina nebojuje statečně a že se nestaví mužně na odpor nepřátelům na obranu tvrze, pojal domněnku, že Bořivoj vpadl do Čech na jeho radu. Poslal tedy jednoho ze svých bojovník, aby to všechno oznámil knížeti Svatoplukovi. | “ |
| — Kosmova kronika | |   |

V roce 1109 byl Vacek součástí výpravy do Polska, již zorganizoval císař Jindřich V., k němuž se také připojil kníže Svatopluk Olomoucký. Tažení se nezdařilo (viz obležení Hlohova), mimo jiné i proto, že se vojsku nedostalo přiměřeného zásobování. Když se Svatopluk vracel zpátky do Čech, byl 21. září 1109 zavražděn. V českém táboře proto Vacek navrhl, aby se novým knížetem stal Svatoplukův bratr, údělný kníže Ota, jehož císař Jindřich ještě v táboře potvrdil za nového panovníka. Tomuto rozhodnutí se však později vzepřeli nepřítomní čeští předáci a na knížecí stolec tak nakonec usedl Vladislav I.

### Za Vladislava I.

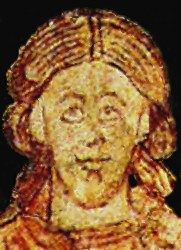
Vladislav I.

Po nástupu na knížecí stolec plánoval Vladislav I. oslavit Vánoce společně s bratrancem Otou Olomouckým v Hradci Králové, ovšem musel se vydat na dvorský sjezd do Řezna, a proto pověřil Vacka připravením hostiny pro Otu. Nicméně mezitím Bořivoj II. s vojskem vkročil do Prahy a odebral se na Vyšehrad. Vacek s Otou vyjeli k Praze a 26. prosince obsadili přístupové cesty vedoucí k Vyšehradu. Po intervenci císaře Jindřicha V. byl na knížecí stolec dosazen Vladislav, jenž poté potrestal Bořivojovi přívržence, na čemž se podílel i Vacek.
V první polovině roku 1113 se bratr Vladislava, Soběslav, dozvěděl, že ho Vladislav prý chystá uvrhnout do vězení na popud Vacka. Vladislav a Soběslav se později v jakémsi dvorci poblíž Vyšehradu setkali, přičemž následně Soběslav přijal pozvání Vladislava na blízký hrad. Během cesty si k sobě Soběslav povolal Vacka k soukromému rozhovoru, ale místo toho nařídil, aby jej Soběslavovi družiníci zabili. Vacek byl zavražděn 18. června 1113.
| „                 | Tu Soběslav poslal pro předáka Vacka a žádal ho, aby s ním šel, že si cestou pohovoří. Chvilku spolu na cestě rozprávěli, když tu byl neopatrný a nevinný předák Vacek napaden z obou stran a zezadu a trojí smrtelnou ranou mu vojáci probodli prsa. Stalo se v měsíci červnu v den čtrnáctý před jeho koncem. | “ |
| — Kosmova kronika | |   |

### Prameny
- Kosmas. Kronika Čechů. Příprava vydání Martin Wihoda; překlad Karel Hrdina, Marie Bláhová, Magdalena Moravová. Praha: Argo, 2011. 285 s. ISBN 978-80-257-0465-3.